# Theo Ballmer

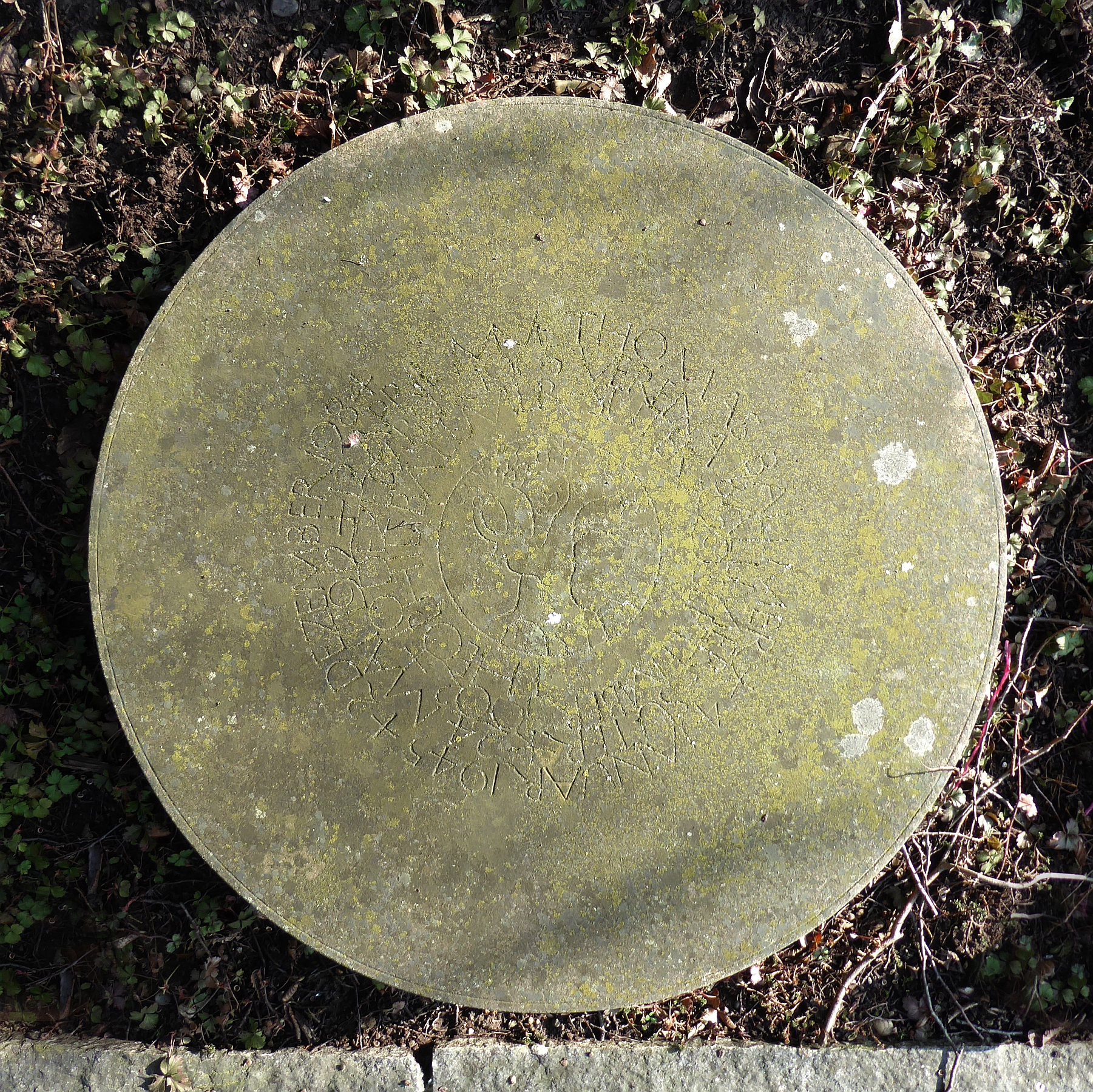
Familiengrab auf dem Friedhof am Hörnli, Riehen, Basel-Stadt

Theo Ballmer, eigentlich Auguste Théophile Ballmer (* 29. September 1902 in Lausanne; † 10. Dezember 1965 in Basel), war ein Schweizer Lithograf, Grafiker und Fotograf.

## Leben
Theo Ballmer war Sohn des August Theophil, Dekorationsmalers, und der Judith geb. Rey. 1935 heiratete er Verena Marguerite Suter. Nach seiner Lehre bei einem Basler Lithografen und seiner Ausbildung an der Kunstgewerbeschule Zürich, unter anderem bei Walter Käch und Ernst Keller, wurde er 1926 von der Firma Hoffmann-La Roche als Grafiker angestellt. 1929 bis 1930 studierte er an der Hochschule für Gestaltung Bauhaus Dessau. Nach seiner Rückkehr in die Schweiz wurde er Leiter der Fachklasse Schrift, Grafik und Fotografie an der Kunstgewerbeschule Basel, wo er bis 1965 tätig war.

## Theo Ballmer gestaltete
- Orientierungs- und Informationssysteme für Basel, Bern, Luzern, Speyer und Bremen (Fussgänger)
- In Zürich, München, Bielefeld, (öffentlicher Nahverkehr)
- In Frankfurt am Main (Flughafen)
- Für Novartis und Ciba Spezialitätenchemie (Werkanlage) HP9/98
- Ballmer ist insbesondere für seine Plakate bekannt geworden. Während der 20er und 30er Jahre hat er viele Werbeplakate und politische Plakate (u. a. für die Kommunistische Partei Schweiz) entworfen, die als erste Erscheinungsformen des Modernismus in der Graphik anerkannt werden.[1] Auch Ballmers Zeichnungen und Fotografien lehnen sich stark am Modernismus an. Darüber hinaus hat Ballmer auch seine eigenen Drucksätze entworfen.